# Lutowo (Ożar)
Lutowo – kolonia kolonii Ożar w Polsce, położona w województwie zachodniopomorskim, w powiecie myśliborskim, w gminie Barlinek.
W latach 1975–1998 kolonia administracyjnie należała do województwa gorzowskiego.